# Ласерска доплер фловметрија
Ласерска доплер фловметрија (ЛДФ) позната и као ласерска доплер анемометрија (ЛДА)  је неинвазивна техника за детекцију брзине флуида помоћу ласерске светлости. Он процењује варијацију таласне дужине или фреквенције фотона који су погодили покретна тела (Доплеров ефекат). Доста се користи за мерење микротока  и проучавање промене микроциркулације у ткиву,  код животиња или у клиничким студијама код људи или у стандардизованим моделима течности.

## Предности и недостаци
Прва предност ове технике је могућност мерења брзине без икаквог контакта са материјалом чак и ако је потребна довољна провидност материјала да би ласерски зрак доспео до пријемника. 
Друга предност у односу на друге технике је веома висок фреквентни одзив чак и ако прецизност мерења посебно зависи од исправног поравнања између извора и фоторецептора.
Један од недостатака методе је висока цена која је и даље веома висока, што ограничава њену употребу на врло специфичне апликације. Трошак је често узрокован потребом за софистицираним рачунарима за брзу обраду свих података 

## Опште информације
ЛДФ користи доплеров помак или промену фреквенције (таласне дужине) коју светлост, као и сви таласи, рефлектују на покретне објекте као што су, на пример, црвена крвна зрнца. Сноп ласерске светлости мале снаге (2 мВ Хе-Не на 632,8 нм) води се оптичким влакном до мерне главе. Одавде улази у ткиво на које се примењује хемисфером полупречника 1 мм. Крвне ћелије које пролазе кроз ову запремину су погођене светлошћу и рефлектују је, при чему светлост пролази кро доплерово померање. Околно ткиво такође рефлектује светлост, али на непомерен начин. Тако је запремина осветљења мешавина непомерене и доплерове померене компоненте, при чему су величина и фреквенција ове последње повезане са бројем ћелија које се крећу и њиховом брзином. Измерени микропроток је пропорционалан произвољној скали (0 до 10). 

## Примена у медицини
Ова мерења су корисна за праћење ефеката вежбања, третмана лековима, еколошких или физичких манипулација на циљане васкуларне површине микро величине.  
У јединицама  интензивне неге,  ЛСФ може да се користи за праћење стања микроциркулације пацијента.
Ласерски доплер виброметар се користи у клиничкој отологији за мерење померања бубне опне (бубне опне), маллеуса (чекића) и главе протезе као одговор на звучне улазе од 80- до 100-дБ нивоа звучног притиска. 
ЛДФ има потенцијалну употребу у операционој сали за мерење протезе и померања стремена.
ЛДФ се може применити у постоперативном праћењу режња у реконструктивној хирургији за рано откривање исхемијског проблема и у периферној васкуларној патологији и тиме комплетирале информације добијене другим методама.